# 会田御厨
会田御厨（あいだのみくりや）は信濃国筑摩郡にあった伊勢神宮内宮の御厨。長野県筑摩山地の会田川流域から犀川右岸一体にあたる。

## 歴史
古代の筑摩郡錦服郷の地にあたる。鎌倉時代の嘉暦4年（1329年）の「諏訪上社頭役注文」が初出で、通常は伊勢神宮の神領が諏訪大社の祭礼に勤仕することはないが、会田御厨では信濃国の諸荘と同様、地頭の海野信濃守入道が頭役を務めている。また『神鳳鈔』には「会田御厨70町」とあり、鎮守の会田御厨神明宮もこの時期に創建されたとされる。
室町時代には口入神主の荒木田氏の私領化し、寛正5年（1464年）には内宮禰宜荒木田永量から、永尚、永家の二子に折半された。享徳4年（1455年）の御射山祭事費を、海野氏流の会田岩下三河（守）重阿が負担しており（『諏訪御符礼之古書』）、以後複数回にわたって頭役を勤仕している。
戦国時代には武田氏の支配の下、青柳頼長の所領となっており、永禄9年（1566年）の『諏訪社上社造営再興次第』には「会田御厨五ケ条」として刈谷原、明科、塔原、会田、多沢（田沢）の5か村が挙げられている。天正7年（15年）の『上諏訪造営清書帳』では「会田之郷」として造営役500貫文を負担している。
同9年（1581年）には内宮御師の宇治久家が訪問（『信濃国道者之御祓くばり日記』）、武田氏滅亡後の同10年（1582）年には、頼長によって伊勢神宮に寄進された。